# Communauté d’agglomération Terre de Provence
Die Communauté d’agglomération Terre de Provence (inoffiziell Terre de Provence Agglomération) ist ein französischer Gemeindeverband mit der Rechtsform einer Communauté d’agglomération im Département Bouches-du-Rhône in der Region Provence-Alpes-Côte d’Azur. Er wurde am 24. Dezember 1996 gegründet und umfasst 13 Gemeinden. Der Verwaltungssitz befindet sich im Ort Eyragues.

## Geschichte
Am 24. Dezember 1996 gründeten die Gemeinden Barbentane, Eyragues, Graveson, Maillane und Rognonas den Gemeindeverband Communauté de communes Rhône Alpilles Durance. Die Gemeinden Cabannes, Châteaurenard, Noves, Saint-Andiol und Verquières folgten am 22. November 2001. Im Januar 2013 folgten Orgon und Plan-d’Orgon und zu Beginn des Jahres 2014 schloss sich Mollégès an. Der Gemeindeverband wurde zur Communauté d’agglomération Rhône Alpilles Durance, 2015 wurde er umbenannt zur Communauté d’agglomération Terre de Provence.

## Mitglieder
| Gemeinde                                     | Einwohner 1. Januar 2022 | Fläche km² | Dichte Einw./km² | Code INSEE | Postleitzahl |
| -------------------------------------------- | ------------------------ | ---------- | ---------------- | ---------- | ------------ |
| Barbentane                                   | 4.262                    | 27,13      | 157              | 13010      | 13570        |
| Cabannes                                     | 4.576                    | 20,91      | 219              | 13018      | 13440        |
| Châteaurenard                                | 16.668                   | 34,95      | 477              | 13027      | 13160        |
| Eyragues                                     | 4.289                    | 20,78      | 206              | 13036      | 13630        |
| Graveson                                     | 4.743                    | 23,54      | 201              | 13045      | 13690        |
| Maillane                                     | 2.779                    | 16,77      | 166              | 13052      | 13910        |
| Mollégès                                     | 2.651                    | 14,20      | 187              | 13064      | 13940        |
| Noves                                        | 5.918                    | 27,92      | 212              | 13066      | 13550        |
| Orgon                                        | 2.662                    | 34,78      | 77               | 13067      | 13660        |
| Plan-d’Orgon                                 | 3.562                    | 14,94      | 238              | 13076      | 13750        |
| Rognonas                                     | 4.186                    | 9,41       | 445              | 13083      | 13870        |
| Saint-Andiol                                 | 3.369                    | 16,00      | 211              | 13089      | 13670        |
| Verquières                                   | 775                      | 4,59       | 169              | 13116      | 13670        |
| Communauté d’agglomération Terre de Provence | 60.440                   | 265,92     | 227              | –          | –            |